# Prinkofen
Prinkofen ist ein Gemeindeteil des Marktes Ergoldsbach im niederbayerischen Landkreis Landshut.

## Lage
Das Dorf Prinkofen liegt etwa einen Kilometer nördlich des Zentrums von Ergoldsbach. Westlich davon verläuft die B 15n.

## Geschichte
Im 11. Jahrhundert erstmals in Urkunden erwähnt, war Prinkofen später eine Hofmark. Auch die Gemeinde Prinkofen bestand ursprünglich aus einer Hofmark und Lehenshöfen. 1891 schlossen sich die Gemeinden Prinkofen, Iffelkofen und Jellenkofen zu einer neuen Gemeinde zusammen, die noch die Weiler Salzburg, Poschenhof und Gnarn umfasste. Sie gehörte zum Bezirksamt Mallersdorf, ab 1939 Landkreis Mallersdorf. Am 1. Januar 1972 wurde die Gemeinde Prinkofen in den Markt Ergoldsbach eingemeindet.